# حافظه و تصمیم‌گیری
سیستم حافظه، نقشی کلیدی در فرایند تصمیم‌گیری ایفا می‌کند، چرا که افراد دائماً میان گزینه‌های مختلف در حال انتخاب هستند. با توجه به حجم تصمیمات اتخاذ شده، بخش زیادی از فرایند تصمیم‌گیری، ناخودآگاه و خودکار است. اطلاعات در مورد اینکه چگونه یک تصمیم گرفته می‌شود، به خاطر سپرده شده و برای تصمیمات آتی از آن‌ها استفاده می‌شود. حافظه مستعد تعصب است، اما برای تعیین ارجحیت و تمایز بین گزینه‌ها خوب عمل می‌کند.

## رویکرد حافظهٔ اولویت محور
چارچوب حافظهٔ اولویت محور، مدلی است که نقش حافظه را در تصمیم‌گیری ترسیم می‌کند. این روش اعتقاد دارد تصمیمات که بر اساس بازیابی دانش مرتبط از حافظه صورت می‌گیرند. این دانش شامل اطلاعاتی از موقعیت‌های مشابه گذشته‌است. این مدل فرض می‌کند که به دلیل پیچیدگی سیستم حافظه، هیچگاه یک تصمیم بهینه گرفته نمی‌شود.

### مدل‌های کلاسیک
```
مدل‌های کلاسیک قضاوت و تصمیم‌گیری
، فرض می‌کنند که همهٔ افراد هنگام تصمیم‌گیری، به مجموعه‌ای از پیش‌فرض‌ها پایبند هستند.
[
۲
]
 اعتقاد بر این است که انسان‌ها اولویت‌های پایداری دارند که از قوانین متدوام و دقیق پیروی می‌کنند، بنابراین ما بدون در نظر گرفتن اثر عوامل درونی و بیرونی، دائماً در حال تصمیم‌گیری هستیم. شواهد زیادی وجود دارند که نشان می‌دهند اولویت‌های ما برای هر رخداد جدید، ساخته می‌شوند و بنابراین، به همان اندازه دقیق که قبلاً تصور می‌شد، نیستند. چارچوب حافظهٔ اولویت محور، از مدل‌های کلاسیک متمایز است و اولویت‌های ما را بی‌ثبات و در معرض تغییر نشان می‌دهد.
```

### تأثیر حافظه بر تصمیمات

#### ادغام حافظه
ادغام حافظه، اولویت‌های شخص را برای گزینهٔ جایگزین مشخص می‌کند. چارچوب حافظهٔ اولویت‌محور، نشان می‌دهد که اولویت‌ها هنگامی شکل می‌گیرند که افراد یک سری پرسش مرتبط با گزینه‌های جایگزین را از حافظه بازیابی می‌کنند. این پرسش‌ها فرایندهایی ناخودآگاه و خودکار هستند. هنگامی که از افراد خواسته می‌شود که تصمیمی بگیرند، بسیاری از افراد با احساسات این کار را می‌کنند، بنابراین نحوهٔ طرح سؤال و حالت پرسیدن آن نیز می‌تواند بر فرایند تصمیم‌گیری اثر بگذارد. مثلاً اگر پرسیده شود که «برای شام کجا برویم؟»، فرد مورد سؤال، تعدادی رستوران را انتخاب می‌کند، سپس ویژگی‌های هرکدام را در نظر گرفته و نقاط مثبت هریک را تعیین می‌کند. رستورانی انتخاب خواهد شد که بیشترین تعداد ویژگی‌های مثبت را داشته باشد.
این انتخاب هم به ترتیب ارزیابی نقاط قوت و هم به امکان در نظر گرفتن نقاط ضعف وابسته است. همچنین نحوهٔ جمله‌بندی عبارت نیز بر فرایند تأثیر گذار است. برای مثال عبارت «ماشین به ستون خورده‌است.» را در مقابل «ماشین با ستون تصادف کرده‌است.» در نظر بگیرید. جمله‌بندی این دو خبر، اجزای متفاوتی از حافظه را تحریک کرده و توانایی بازسازی آن را دارد. حافظه چیزی نیست که در انزوا رخ بدهد، بلکه چیزی یکپارچه است، بنابراین از اهداف تصمیم‌گیرنده، پرسش مطرح شده و از عوامل نامتناهی بیرونی و درونی تأثیر می‌گیرد.

#### آغازگر
اثر آغازگر جنبهٔ کلیدی دیگری از تأثیر حافظ بر تصمیم‌گیری است. آغازگر گرهٔ حافظه‌ای خاصی را فعال می‌کند که باعث دسترسی آسان‌تر به آن، در آینده خواهد شد. اخیراً یک تحقیق اثر پخش نوع خاصی از موسیقی را در شراب‌فروشی‌ها بررسی کرد. نوشیدنی‌های آلمانی هنگام پخش موسیقی آلمانی بیشتر فروش می‌رفتند؛ همین شرایط برای فرانسوی‌ها هم برقرار بود این تأثیر منجر به یک چهارم اختلاف در فروش شراب شد. آغازگر دسترسی‌پذیری حافظه را افزایش می‌دهد و ممکن است دلیلی باشد انتخاب بین یکی از دو گزینه باشد.

#### بازداری و واکنش‌پذیری حافظه
حافظه دائماً در حال تغییر است؛ چه در مورد دسترسی‌پذیری بخش کوتاه‌مدت و چه در مورد ذخیره‌سازی محتوا در بخش بلندمدت. تعصب شناختی می‌تواند بر روی دسترسی‌پذیری حافظهٔ کوتاه‌مدت تأثیر بگذارد. سوالات مطرح‌شده همچنین اثرات قابل توجهی بر حافظهٔ بلندمدت دارند، می‌توانند حافظه را بازسازی کرده و می‌توانند رفتار را پیش‌بینی کنند یا بر آن اثر بگذارند. برای مثال، دانش‌آموزی که به پرسشی در مورد رای دادن در انتخابات بعدی، جواب مثبت دادند، احتمال اینکه عمل رای دادن را انجام دهند در موردشان افزایش پیدا کرد؛ حتی با وجود اینکه این سؤال ماه‌ها قبل پرسیده شده بود.
سیستم حافظه از «بازداری» رنج می‌برد. برای همین است که نمی‌توان همزمان دو شماره تلفن را در حافظهٔ کاری نگه داشت. هرچند به نظر می‌رسد که بازداری، مانع سیستم حافظهٔ ماست، اما در واقع به انسان اجازه می‌دهد تا در هنگام تصمیم‌گیری‌های سریع، فقط بر جزئیات مرتبط تمرکز کرده و جزئیات نامرتبط را نادیده بگیرد. پرسش‌های قدیمی‌تر می‌توانند اولویت‌هایی را به وجود آورند که در مقابل پاسخ به پرسش‌های جدیدتر بازداری می‌کنند. وقتی فردی دو شی در اختیارش قرار می‌گیرد و از او خواسته می‌شود که یکی از آن دو را انتخاب کند، احتمال اینکه شی اول، از نظر ترتیب، را انتخاب کند بیشتر است. ترتیب به این خاطر مهم است که بازداری هم بر حافظه و هم بر اولویت‌ها اثر می‌گذارد، بنابراین اطلاعات جدید بر اساس فضای حافظه و ارتباطات آن با اطلاعات قدیمی رقابت می‌کنند.

#### ساختار سلسله‌مراتبی حافظه
ساختار سلسله‌مراتبی سیستم حافظه، ساختاری از دسته‌بندی‌های پیچیده‌است که افراد برای سازماندهی اشیا می‌سازند. به جای ارتباطات حافظه میان همهٔ دانش‌ها، ما ارتباطاتی بین مفاهیم مختلف داریم. بر اساس تحقیق شرمن، هنگامی که شی ب، داده شود، افراد می‌توانند شی الف را طوری در ذهن خود شکل دهند که شکل ب، به عنوان نمونه‌ای از شکل الف در نظر گرفته شود. برای مثال اگر از فردی خواسته شود یک پرنده را از حافظه‌ش بازیابی کند، او ابتدا مفهوم همهٔ حیوانات را بررسی می‌کند؛ سپس از بین حیوانات، آن‌هایی را که پرواز می‌کنند به خاط می‌آورد و بعد از آن خود آن پرنده را در ذهن تجسم می‌کند. در این امر، احتمال اینکه یک پنگوئن در حافظه بازیابی شود، بسیار کمتر است، زیرا پنگوئن کمتر شبیه دستهٔ ذکر شده‌است. این دلیل سخت‌تر بودن تصمیم‌گیری برای مفاهیم انتزاعی و غیرسلسله‌مراتبی مانند پول و زمان است، اینکه یک مداد را تجسم کنیم بسیار ساده‌تر از آن است که تصمیم بگیریم چگونه مقداری پول را خرج کرده یا چند ساعت باقی‌ماندهٔ زمان را سپری کنیم.

## حافظهٔ ضمنی و تصمیم‌گیری
حافظهٔ ضمنی، شکلی از حافظهٔ بلندمدت است که در هشیاری خودآگاه دخیل نیست. عملی کردن فرایندی که در حافظهٔ ضمنی ذخیره می‌شود، ممکن است آسان باشد اما بیان کردن آن دشوار است. برای مثال، علی‌رغم اینکه ما می‌توانیم حتی پس از یک دهه وقفه دوچرخه‌سواری کنیم، اما توضیح دادن چگونگی این کار برای ما سخت است. شواهد نشان می‌دهد که حافظهٔ ضمنی، به خصوص در زمینهٔ تبلیغات، می‌تواند بر تصمیم‌گیری اثر بگذارد.
افراد، به عنوان مصرف‌کننده، با تبلیغاتی محاصره شده‌اند که محصولات و خدمات شرکت‌ها را با هدف پیروزی بر برندهای رقیب ارائه می‌دهند. باور بر این است که این تبلیغات تبدیل به بخشی از حافظهٔ ضمنی شده و باعث می‌شوند افراد بدون هشیاری آگانه، یک برند را بر دیگری ترجیح دهند. تبلیغات ممکن است تعصبات درونی‌ای نیز ایجاد کند که به ما اجازه دهد محصولی را انتخاب کنیم که در حافظهٔ ما وجود دارد و برایمان آشناست، هر چند این انتخاب ممکن است خودآگاه باشد یا ضمنی. دلیل اولویت‌های ما نیز ممکن است در حافظهٔ ضمنی قرار داشته باشند، بنابراین برای ما ناشناخته باشند.

## حافظه، محیط و تصمیم‌گیری
قرار گرفته شدن یک شی در حافظه به آن معناست که فرد حداقل یک بار با آن روبرو شده‌است. سیستم حافظه به شکل بهینه رفتار می‌کند و به همین علت خاطراتی که بیشتر استفاده می‌شوند راحت‌تر قابل بازیابی هستند. حافظه از چند عامل تأثیر می‌پذیرد:
- اثر تمرین، به معنی اینکه تمرین بیشتر در هر موضوع بازیابی آن را راحت کند.
- اثر نگهداری، به معنی این است که احتمال بازیابی خاطرات در گذشت زمان کاهش می‌یابد.
- اثر فاصله‌گذاری، خاطرات راحت‌تر به یاد آورده می‌شوند اگر در وقفه‌های زمانی دائماً بازیابی شوند.[۱۴]

کاملاً قابل قبول است که ساختار محیطی ما که بر حافظه اثر می‌گذارد، سازندهٔ اولویت‌ها و تصمیم‌گیری‌های ما نیز باشد. شواهد نشان می‌دهد که سیستم حافظه در جهتی سازماندهی شده که با ساختار محیط سازگار باشد.

## تمایل و حافظه
حافظه و احساسات، یا تمایلات، بسیار به یکدیگر مرتبط هستند و برهم اثر می‌گذارند. حس و حال هر فرد بر چیزی که تجربه می‌کند و در پی آن به خاطر می‌آورد اثر دارد. یک مثال رایج، افرادی هستند که از افسردگی رنج می‌برند. به خاطر آوردن خاطرات خوش و شاد، به علت بار سنگین افکار منفی، برای آن‌ها بسیار سخت است. ما از حافظه اطلاعاتی را به دست می‌آوردیم که بازتاب حالت فعلی ما هستند. ثابت شده‌است که حافظه بر تصمیم‌گیری اثر می‌گذارد و با توجه به اثر متقابل حافظه و تمایلات (هیجانات)، پس این تمایلات نیز بر تصمیم‌گیری تأثیر دارند